# Pachino
Pachino – miejscowość i gmina we Włoszech, w regionie Sycylia, w prowincji Syrakuzy.
Według danych na rok 2004 gminę zamieszkiwało 21 048 osób, 421 os./km².

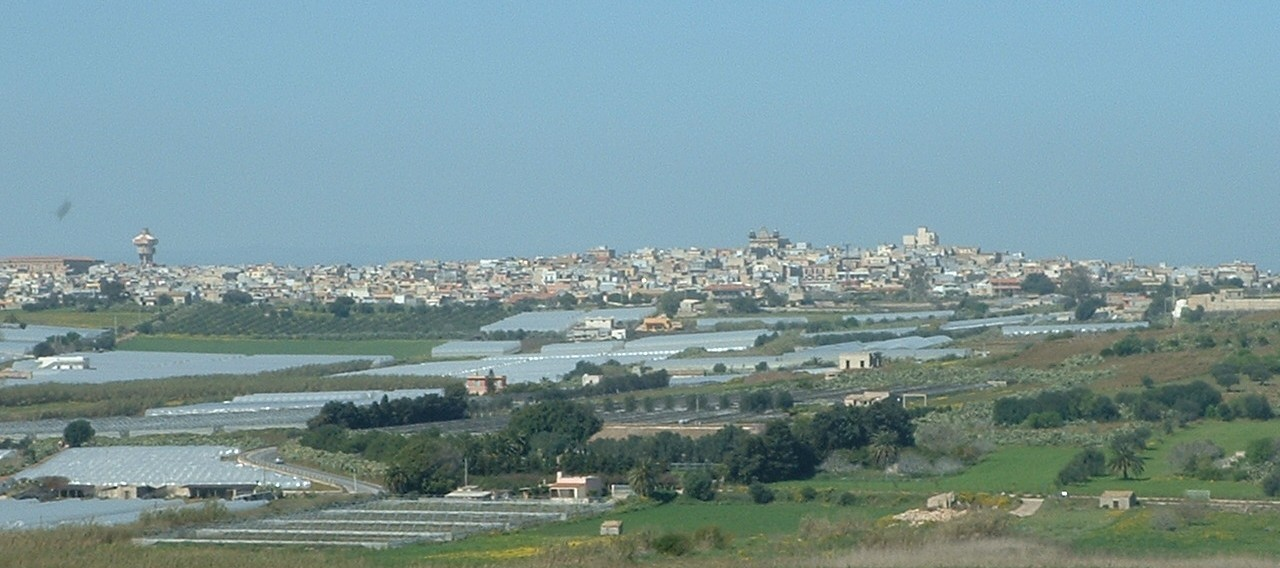
Pachino

W miejscowości była stacja kolejowa Pachino.